# 刘隆 (十六国)
劉隆（？—310年）。新兴（今山西省忻州）匈奴人，中国五胡十六国漢國皇族。劉淵子。
309年，封鲁王。310年，刘渊临终，任命他为尚书令。和齐王刘裕和北海王刘乂称为三王。在内率领强兵，被宗正呼延攸所忌。即位的太子刘和猜忌，听呼延攸的馋言，派呼延攸杀害刘隆。

## 资料来源
- 《资治通鉴》晋纪九